# Sportsko Društvo Kvarner 1946-1947
Questa voce raccoglie le informazioni riguardanti la Fiskulturno Društvo Kvarner - Società Cultura Fisica Quarnero nelle competizioni ufficiali della stagione 1946-1947.

## Stagione
Nel maggio 1945, sul finire della seconda guerra mondiale, Fiume, fin dal 1924 parte dell'Italia, fu occupata dall'Esercito Popolare di Liberazione della Jugoslavia con mire annessionistiche. Le autorità titine, contrarie a ogni forma di professionismo, procedettero allo scioglimento delle società sportive private o comunque compromesse con il passato regime fascista, promuovendo la costituzione di società polisportive sindacali di cultura fisica, spesso a partire da squadre dilettantistiche preesistenti. L'Unione Sportiva Fiumana cessò ogni attività, e i suoi giocatori passarono a militare nei circoli sindacali di cultura fisica che nella stagione 1945-1946 disputarono il campionato cittadino intitolato alla memoria del partigiano titino caduto in guerra Giovanni Maras, ex giocatore della Fiumana. Tale campionato fu vinto dalla squadra dei Magazzini Generali. Nel frattempo una Rappresentativa Sindacale Fiumana, selezione dei migliori giocatori militanti nelle società sindacali di Cultura Fisica di Fiume, disputò alcune partite contro squadre jugoslave.
Il 29 luglio 1946 si tenne un'accesa assemblea nella sede del Comitato Cittadino di Cultura Fisica, chiamato a decidere quale squadra fiumana avrebbe preso parte alle qualificazioni istriane che avrebbero messo in palio un posto nel massimo campionato jugoslavo. I Magazzini Generali sostennero che il diritto di partecipare alle qualificazioni spettasse a loro in virtù della vittoria del campionato cittadino, ma le altre squadre si opposero facendo notare che il regolamento di quel campionato non prevedeva affatto che la squadra campione acquisisse il diritto di prendere parte alle qualificazioni. Dopo accese discussioni l'assemblea deliberò la costituzione di una nuova società di cultura fisica, la Società Cultura Fisica Quarnero, che avrebbe rappresentato Fiume alle qualificazioni. Ben presto il nome della nuova squadra divenne bilingue: Fiskulturno Društvo Kvarner in serbo-croato e Società Cultura Fisica Quarnero in italiano.
La Quarnero/Kvarner, che comprendeva numerosi ex giocatori e dirigenti della Fiumana, nel mese di agosto vinse le qualificazioni istriane battendo l'U.S. Operaia di Pola. La partita di andata, a Fiume, fu vinta dai polesi, ma al ritorno, disputatosi lo stesso giorno della strage di Vergarolla, la Quarnero riuscì nell'impresa di espugnare il campo avversario e a ribaltare il risultato conquistando così il diritto a prendere parte alla Prva Liga 1946-1947. Nonostante la vittoria delle qualificazioni, fu solo a metà settembre che la federcalcio jugoslava ratificò l'ammissione della Quarnero al massimo campionato jugoslavo insieme ai triestini dell'Amatori Ponziana. Le due squadre giuliane, ammesse come "ospiti" (la loro annessione alla Jugoslavia era ancora incerta, soprattutto nel caso di Trieste, vedasi questione triestina), cominciarono il campionato a ottobre, quando già erano state disputate cinque giornate, e dovettero recuperare le partite saltate.
Alla fine del campionato la Quarnero, all'epoca costituita in gran parte da giocatori e dirigenti italofoni, si classificò al nono e sestultimo posto. Tuttavia, per via della riduzione dei quadri del massimo campionato jugoslavo da 14 a 10 squadre (con un posto assegnato d'ufficio all'Amatori Ponziana nonostante il quartultimo posto), fu condannato a una sorta di playout contro la settima classificata, la Lokomotiva Zagabria. Nel mese di agosto la Quarnero/Kvarner perse entrambe le partite di play-out retrocedendo nella nuova Druga Savezna Liga (Seconda Lega Federale). Nel frattempo il 10 febbraio 1947 fu sancito il passaggio di Fiume alla Jugoslavia che divenne effettivo il 15 settembre dello stesso anno (giorno dell'entrata in vigore del trattato di Parigi fra l'Italia e le potenze alleate). La cessione di Fiume alla Jugoslavia e le concomitanti violenze e intimidazioni (cominciate fin dal 1945 e sfociate nei cosiddetti massacri delle foibe), perpetrate dai partigiani titini e dall'OZNA, indussero gran parte della popolazione italofona, compresi molti giocatori della Quarnero, all'esodo nel giro di pochi anni. Al termine della stagione 1947-1948 in Druga Liga, terminata con la retrocessione nel terzo livello, partirono gli ultimi giocatori optanti per l'Italia e non a caso il libro di Di Benedetto El balon fiuman, sul calcio fiumano prima dell'esodo, si conclude con il campionato 1947-48.

## Rosa
| N. |                       | Ruolo | Calciatore           |
| -- | --------------------- | ----- | -------------------- |
|    | Italia (bandiera)     | P     | Mario Raunich        |
|    | Italia (bandiera)     | P     | Gino Gardassanich    |
|    | Italia (bandiera)     |       | Nereo Burattini      |
|    | Italia (bandiera)     |       | Tolmino Deluca       |
|    | Jugoslavia (bandiera) |       | Jozo Matošić         |
|    | Italia (bandiera)     |       | Alcide Flaibani      |
|    | Jugoslavia (bandiera) |       | Đuro Marčetić        |
|    | Italia (bandiera)     |       | Oliviero Belcastro   |
|    | Italia (bandiera)     | C     | Pompeo Bertok        |
|    | Italia (bandiera)     | C     | Mario Laurencich     |
|    | Italia (bandiera)     | A     | Rinaldo Petronio     |
|    | Jugoslavia (bandiera) |       | Svetislav Stefanović |
|    | Italia (bandiera)     |       | Terenzio Lucchesi    |
|    | Italia (bandiera)     |       | Attilio Cergnar      |
|    | Italia (bandiera)     |       | Zupancich            |

| N. |                       | Ruolo | Calciatore           |
| -- | --------------------- | ----- | -------------------- |
|    | Italia (bandiera)     |       | Ferruccio Starcich   |
|    | Italia (bandiera)     |       | Livio Pavanello      |
|    | Jugoslavia (bandiera) |       | Toni Privrat         |
|    | Italia (bandiera)     |       | Antonio Nori         |
|    | Italia (bandiera)     | D     | Vladimiro Tiblias    |
|    | Italia (bandiera)     |       | Sergio Legan         |
|    | Italia (bandiera)     | D     | Mario Blasich        |
|    | Italia (bandiera)     |       | Silvano Chinchella   |
|    | Jugoslavia (bandiera) |       | Jovan Vratan         |
|    | Italia (bandiera)     |       | Sencich              |
|    | Italia (bandiera)     |       | Bruno Rusich         |
|    | Italia (bandiera)     |       | Oliviero Nardi       |
|    | Italia (bandiera)     |       | Massimiliano Macorin |
|    | Italia (bandiera)     |       | Mazzoli              |
|    | Jugoslavia (bandiera) |       | Milorad Ljubačev     |

## Calciomercato
La Quarnero nel suo primo campionato non fa una vera e propria campagna acquisti, il grosso della rosa viene formata da una selezione dei giocatori provenienti dalle squadre di cultura fisica di Fiume che danno vita al club. A completare la rosa arrivarono Toni Privrat dal Rudar di Arsia, Jozo Matošić dall'Hajduk e Svetislav Stefanović dal Jedinstvo di Belgrado.
| Acquisti | Acquisti             | Acquisti           | Acquisti                |
| R.       | Nome                 | da                 | Modalità                |
| -------- | -------------------- | ------------------ | ----------------------- |
|          | Oliviero Belcastro   | Magazzini Generali | acquisito dalla fusione |
|          | Pompeo Bertok        | Torpedo            | acquisito dalla fusione |
|          | Mario Blasich        | Torpedo            | acquisito dalla fusione |
|          | Nereo Burattini      | Torpedo            | acquisito dalla fusione |
|          | Attilio Cergnar      | Cantieri Navali    | acquisito dalla fusione |
|          | Silvano Chinchella   | Magazzini Generali | acquisito dalla fusione |
|          | Tolmino Deluca       | Magazzini Generali | acquisito dalla fusione |
|          | Alcide Flaibani      | Cantieri Navali    | acquisito dalla fusione |
|          | Gino Gardassanich    | Magazzini Generali | acquisito dalla fusione |
|          | Mario Laurencich     | Metallurgica       | acquisito dalla fusione |
|          | Milorad Ljubačev     | servizio militare  | definitivo              |
|          | Terenzio Lucchesi    | Cantieri Navali    | acquisito dalla fusione |
|          | Massimiliano Macorin | ?                  | ?                       |
|          | Đuro Marčetić        | Lignum             | acquisito dalla fusione |
|          | Jozo Matošić         | Hajduk Spalato     | definitivo              |
|          | Mazzoli              | Torpedo            | acquisito dalla fusione |
|          | Oliviero Nardi       | Cantieri Navali    | acquisito dalla fusione |
|          | Antonio Nori         | Lignum             | acquisito dalla fusione |
|          | Livio Pavanello      | Cantieri Navali    | definitivo              |
|          | Rinaldo Petronio     | Torpedo            | acquisito dalla fusione |
|          | Toni Privrat         | Rudar Arsia        | definitivo              |
|          | Mario Raunich        | Torpedo            | acquisito dalla fusione |
|          | Bruno Rusich         | Cantieri Navali    | acquisito dalla fusione |
|          | Ferruccio Starcich   | Cantieri Navali    | acquisito dalla fusione |
|          | Svetislav Stefanović | Jedinstvo Belgrado | definitivo              |
|          | Vladimiro Tiblias    | Magazzini Generali | acquisito dalla fusione |
|          | Jovan Vratan         | ?                  | ?                       |
|          | Zupancich            | Magazzini Generali | acquisito dalla fusione |

## Risultati

### Qualificazioni pre-campionato
| Fiume 11 agosto 1946 Andata                          | Kvarner   | 1 – 2 referto | US Operaia |  |
| \| \| \| \| \| Nori \| Marcatori \| ?’, ?’ Chiraz \| |           |               |            |  |
|                                                      |           |               |            |  |
| Nori                                                 | Marcatori | ?’, ?’ Chiraz |            |  |

| Arbitro: | Podupski (Zagabria) |

|               |           |                                |
| Ziz ?’ (rig.) | Marcatori | Starcich Nori Burattini Bertok |

### Prva Liga
| Fiume 6 ottobre 1946 1ª giornata | Kvarner | 0 – 5 | Lokomotiva Zagabria |  |

| Skopje 13 ottobre 1946 2ª giornata | Pobeda Skopje | 2 – 0 | Kvarner |  |

| Niš 16 ottobre 1946 3ª giornata | 14 Oktobar Niš | 1 – 1 | Kvarner |  |

| Spalato 20 ottobre 1946 4ª giornata | Hajduk Spalato | 1 – 0 | Kvarner |  |

| Fiume 31 ottobre 1946 5ª giornata | Kvarner | 4 – 1 | Nafta |  |

| Fiume 3 novembre 1946 6ª giornata | Kvarner | 0 – 3 | Partizan |  |

| Fiume 17 novembre 1946 7ª giornata | Kvarner | 2 – 2 | Budućnost |  |

| Subotica 1 dicembre 1946 8ª giornata | Spartak Subotica | 1 – 1 | Kvarner |  |

| Fiume 15 dicembre 1946 9ª giornata | Kvarner | 0 – 0 | Željezničar |  |

| Fiume 22 dicembre 1946 10ª giornata | Kvarner | 1 – 3 | Dinamo Zagabria |  |

| Fiume 1 gennaio 1947 11ª giornata | Kvarner | 1 – 1 | Metalac Belgrado |  |

| Fiume 19 gennaio 1947 12ª giornata | Kvarner | 3 – 0 | Ponziana |  |

| Fiume 16 febbraio 1947 13ª giornata | Kvarner | 0 – 2 | Stella Rossa |  |

#### Girone di ritorno
| Fiume 2 marzo 1947 14ª giornata | Kvarner | 1 – 1 | Hajduk Spalato |  |

| Zagabria 9 marzo 1947 15ª giornata | Dinamo Zagabria | 2 – 1 | Kvarner |  |

| Fiume 16 marzo 1947 16ª giornata | Kvarner | 0 – 0 | Spartak Subotica |  |

| Sarajevo 23 marzo 1947 17ª giornata | Željezničar | 0 – 1 | Kvarner |  |

| Belgrado 30 marzo 1947 18ª giornata | Metalac Belgrado | 0 – 1 | Kvarner |  |

| Trieste 13 aprile 1947 19ª giornata | Ponziana | 1 – 0 | Kvarner |  |

| Belgrado 20 aprile 1947 20ª giornata | Stella Rossa | 2 – 0 | Kvarner |  |

| Fiume 27 aprile 1947 21ª giornata | Kvarner | 3 – 0 | Pobeda Skopje |  |

| Zagabria 11 maggio 1947 22ª giornata | Lokomotiva Zagabria | 3 – 1 | Kvarner |  |

| Belgrado 18 maggio 1947 23ª giornata | Partizan | 5 – 0 | Kvarner |  |

| Fiume 25 maggio 1947 24ª giornata | Kvarner | 2 – 1 | 14 Oktobar Niš |  |

| Podgorica 1 giugno 1947 25ª giornata | Budućnost | 5 – 1 | Kvarner |  |

| Lendava 8 giugno 1947 26ª giornata | Nafta | 0 – 3 A tav. (forfait) | Kvarner |  |

### Play-out
| Zagabria 3 agosto 1947 Andata | Lokomotiva Zagabria | 3 – 2 | Kvarner |  |

| Fiume 10 agosto 1947 Ritorno | Kvarner | 0 – 2 | Lokomotiva Zagabria |  |

## Statistiche

### Statistiche di squadra
| Competizione | Punti | In casa | In casa | In casa | In casa | In casa | In casa | In trasferta | In trasferta | In trasferta | In trasferta | In trasferta | In trasferta | Totale | Totale | Totale | Totale | Totale | Totale | DR  |
| Competizione | Punti | G       | V       | N       | P       | Gf      | Gs      | G            | V            | N            | P            | Gf           | Gs           | G      | V      | N      | P      | Gf     | Gs     | DR  |
| ------------ | ----- | ------- | ------- | ------- | ------- | ------- | ------- | ------------ | ------------ | ------------ | ------------ | ------------ | ------------ | ------ | ------ | ------ | ------ | ------ | ------ | --- |
| Prva Liga    | 21    | 13      | 4       | 5       | 4       | 17      | 19      | 13           | 3            | 2            | 8            | 10           | 23           | 26     | 7      | 7      | 12     | 27     | 42     | -15 |

### Statistiche dei giocatori
| Giocatore       | Prva Liga | Prva Liga | Qualificazioni pre-campionato | Qualificazioni pre-campionato | Totale   | Totale |
| Giocatore       | Presenze  | Reti      | Presenze                      | Reti                          | Presenze | Reti   |
| --------------- | --------- | --------- | ----------------------------- | ----------------------------- | -------- | ------ |
| O. Belcastro    | 21        | 0         | -                             | -                             | 21       | 0      |
| P. Bertok       | -         | -         | 2                             | 1                             | 2        | 1      |
| M. Blasich      | 1         | 0         | 2                             | 0                             | 3        | 0      |
| N. Burattini    | -         | -         | 2                             | 1                             | 2        | 1      |
| Celboni         | 1         | 0         | -                             | -                             | 1        | 0      |
| A. Cergnar      | 4         | 0         | 1                             | 0                             | 5        | 0      |
| S. Chinchella   | 3         | 1         | -                             | -                             | 3        | 1      |
| T. Deluca       | 25        | 0         | -                             | -                             | 25       | 0      |
| A. Flaibani     | 20        | 4         | -                             | -                             | 20       | 4      |
| G. Gardassanich | -         | -         | 1                             | -2                            | 1        | -2     |
| M. Laurencich   | 25        | 3         | 2                             |                               | 27       | 3      |
| T. Lucchesi     | 16        | 2         | -                             | -                             | 16       | 2      |
| M. Macorin      | 2         | 0         | 2                             | 0                             | 4        | 0      |
| Đ Marčetić      | 20        | 0         | -                             | -                             | 20       | 0      |
| J. Matošić      | 25        | 3         | -                             | -                             | 25       | 3      |
| Mazzoli         | -         | -         | 1                             | 0                             | 1        | 0      |
| O. Nardi        | 2         | 0         | -                             | -                             | 2        | 0      |
| A. Nori         | 4         | 2         | 2                             | 2                             | 6        | 4      |
| L. Pavanello    | 4         | 0         | 2                             | 0                             | 6        | 0      |
| R. Petronio     | 24        | 3         | 1                             | 0                             | 25       | 3      |
| T. Privrat      | 8         | 3         | -                             | -                             | 8        | 3      |
| M. Raunich      | 25        | -42       | 1                             | -1                            | 26       | -43    |
| F. Starcich     | 20        | 2         | 1                             | 1                             | 21       | 3      |
| S. Stefanović   | 24        | 1         | -                             | -                             | 24       | 1      |
| V. Tiblias      | -         | -         | 2                             | 0                             | 2        | 0      |
| J. Vratan       | 1         | 0         | -                             | -                             | 1        | 0      |